# Chamblissburg
 (avril 2019).
Chamblissburg est une communauté non incorporée située dans le comté de Bedford, en Virginie, le long de la Virginia State Route 24, à l’est de Stewartsville. 